# إدارد شلينغمان
إدارد شلينغمان (بالهولندية: Edsard Schlingemann)‏ (6 سبتمبر 1966 – 8 مايو 1990) هو سبّاح هولندي راحل، مثّل بلاده في الألعاب الأولمبية الصيفية 1984.

## روابط خارجية
إدارد شلينغمان على موقع الاتحاد الدولي للسباحة (الإنجليزية)
- إدارد شلينغمان على موقع أوليمبيديا (الإنجليزية)